# Allianz des 8. März
Die Allianz des 8. März (arabisch تحالف 8 آذار, DMG Taḥāluf 8 Āḏār) ist ein Bündnis verschiedener politischer Parteien im Libanon und bildete von 2011 bis 2013 eine Regierungskoalition des Landes unter Nadschib Mikati.

## Geschichte
Der Name geht zurück auf den 8. März 2005, als verschiedene Parteien als Antwort auf die Zedernrevolution zu einer Massendemonstration in Beirut aufriefen. Die Demonstration dankte Syrien dafür, den libanesischen Bürgerkrieg zu beenden und bei dem Widerstand gegen Israel zu helfen.
Obwohl die Freie Patriotische Bewegung (CPL) die Basis der Allianz des 14. März war, die einen Befreiungskrieg gegen die syrische Besatzung am 14. März 1989 startete und bei der Zedernrevolution am 14. März 2005 bei der Vertreibung der syrischen Armee behilflich war, verließ die Freie Patriotische Bewegung die Allianz des 14. März am 6. Februar 2006 und unterzeichnete ein Verständnismemorandum mit der konservativen schiitischen Hisbollah. Die CPL betrachtete ihre Arbeit gegen das syrische Regime als beendet, als dessen Armee den Libanon im April 2005 verließ.

## Mitgliedsparteien
Nach den Parlamentswahlen im Libanon 2009 hielt die Allianz 68 der 128 Sitze im Parlament und bestand aus:
| Partei                                   | Parlamentssitze | Demografische Basis                       |
| ---------------------------------------- | --------------- | ----------------------------------------- |
| Freie Patriotische Bewegung              | 19              | säkular, vorwiegend christlich            |
| Amal-Bewegung                            | 13              | vorwiegend schiitisch                     |
| Hisbollah                                | 12              | islamistisch, schiitisch                  |
| Progressiv-Sozialistische Partei         | 7               | säkular, drusisch                         |
| Libanesische Demokratische Partei        | 4               | säkular, vorwiegend drusisch              |
| Marada-Bewegung                          | 3               | christlich, vorwiegend maronitisch        |
| Armenische Revolutionäre Föderation      | 2               | säkular-armenisch                         |
| Syrische Soziale Nationalistische Partei | 2               | säkular, konfessionsübergreifend          |
| Arabisch-Sozialistische Baath-Partei     | 2               | säkular                                   |
| Glorienbewegung                          | 2               | sunnitisch-muslimisch                     |
| Solidaritätspartei                       | 1               | maronitisch-christlich                    |
| Libanesische Kommunistische Partei       | 0               | säkular, konfessionsübergreifend          |
| Skaff-Block                              | 0               | säkular, vorwiegend griechisch-katholisch |
| Nasseristische Volksorganisation         | 0               | säkular, vorwiegend sunnitisch            |
| Arabische Demokratische Partei           | 0               | alawitisch                                |